# محوطه چاه شور
محوطه چاه شور مربوط به سده ۴ و ۹ ق است و در شهرستان تربت جام واقع شده و این اثر در تاریخ ۱۳ بهمن ۱۳۸۸ با شمارهٔ ثبت ۲۹۰۶۰ به‌عنوان یکی از آثار ملی ایران به ثبت رسیده‌است.